# Þingvallahraun
Þingvallahraun är ett lavafält i republiken Island.   Det ligger i regionen Suðurland, i den sydvästra delen av landet, 40 km öster om huvudstaden Reykjavík.